# Sorgente ultraluminosa di raggi X

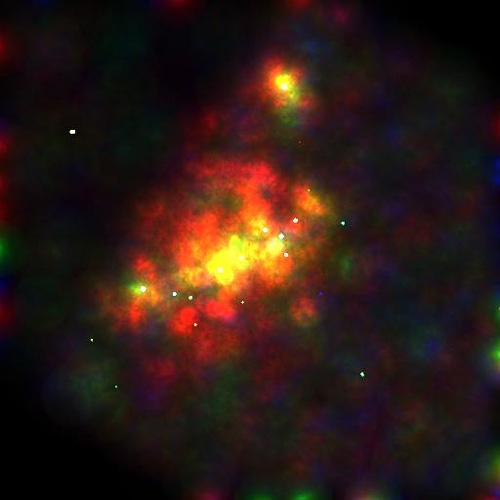
Un'immagine Chandra di NGC 4485 e NGC 4490: due potenziali ULX

Una sorgente ultraluminosa di raggi X (ULX dall'inglese Ultraluminous X-ray source) è una sorgente astronomica di raggi X che è meno luminosa di un nucleo galattico attivo ma è più costantemente luminosa di qualsiasi processo stellare noto (oltre 1×1039 erg/s, o 1×1032 watt), supponendo che si irradi isotropicamente (allo stesso modo in tutte le direzioni). 
Generalmente è presente circa una ULX per ciascuna delle galassie che le ospitano, ma alcune galassie ne contengono di più. La Via Lattea non sembra contenere ULX. L'interesse principale per le ULX deriva dalla loro luminosità che supera la luminosità di Eddington delle stelle di neutroni e persino dei buchi neri stellari. Non è noto ciò che alimenta le ULX; i modelli includono l'emissione di radiazioni a fascio da parte di oggetti di massa stellare, l'accrescimento di buchi neri di massa intermedia e l'emissione super-Eddington.

## Osservazioni
Le ULX furono scoperte per la prima volta negli anni '80 dall'Osservatorio Einstein e successivamente sono state rilevate da ROSAT. Notevoli progressi vi sono stati grazie agli osservatori di raggi X XMM-Newton e Chandra, che hanno una risoluzione spettrale e angolare maggiore. Una ricognizione delle ULX in base alle osservazioni di Chandra mostra che esiste circa una ULX per galassia laddove sono presenti (la maggior parte non ne possiede). 
Le ULX si trovano in tutti i tipi di galassie, comprese le galassie ellittiche, ma sono più diffuse nelle galassie che formano stelle e in quelle che interagiscono gravitazionalmente. 
Una discreta percentuale di ULX sono in realtà quasar di sfondo; la probabilità che una ULX sia una sorgente di sfondo è maggiore nelle galassie ellittiche rispetto alle galassie a spirale.

## Modelli
Il fatto che le ULX abbiano una luminosità di Eddington maggiore di quella degli oggetti di massa stellare implica che sono diverse dai normali sistemi binari a raggi X. Esistono diversi modelli per spiegare le ULX ed è probabile che a sorgenti diverse si applichino modelli diversi. 

### Emissione a fascio
Se l'emissione delle sorgenti è fortemente concentrata in un fascio, l'argomento di Eddington viene eluso due volte: in primo luogo perché la luminosità effettiva della sorgente è inferiore a quella osservata, e in secondo luogo perché il gas di accrescimento può provenire da una direzione diversa rispetto a quella in cui i fotoni vengono emessi. Il modello suggerisce che le fonti di massa stellare possano raggiungere luminosità fino a 1×1040 erg per secondo (1,0×1033 W), abbastanza per spiegare la maggior parte delle sorgenti, ma troppo basse per quelle più luminose. Se la fonte è una massa stellare e ha uno spettro termico, la sua temperatura dovrebbe essere elevata, la temperatura per la costante di Boltzmann è kT ≈ 1 keV e non sono previste oscillazioni quasi periodiche. 

### Buchi neri di massa intermedia
In base alle osservazioni, i buchi neri ritenuti esistenti in natura hanno masse o dell'ordine di dieci volte la massa del Sole, o da milioni a miliardi di volte della massa solare. I primi sono i "buchi neri stellari", il prodotto finale di stelle massicce, mentre i secondi sono buchi neri supermassicci e si trovano nei centri delle galassie. 
I buchi neri di massa intermedia (IMBH) sono un'ipotetica terza classe di oggetti, con masse comprese tra centinaia e migliaia di masse solari, abbastanza leggeri da non affondare al centro delle galassie che li ospitano per attrito dinamico, ma sufficientemente massicci da essere in grado di emettere alle luminosità tipiche ULX senza superare il limite di Eddington. Se una ULX è dovuta ad un buco nero di massa intermedia, nello stato high/soft dovrebbe avere una componente termica causata da un disco di accrescimento che raggiunge un picco a una temperatura relativamente bassa (kT ≈ 0,1 keV) e può presentare oscillazioni quasi periodiche a frequenze relativamente basse. 
Un argomento a favore di alcune sorgenti come possibili IMBH, è l'analogia che hanno i loro spettri ai raggi X con quelli dei sistemi binari a raggi X con buco nero di massa stellare, solo con la differenza che sono in scala maggiore. 
Si è osservato che gli spettri dei binari a raggi X attraversano vari stati di transizione. I più importanti di questi stati sono lo stato low/hard e lo stato high/soft. 
Lo stato low/hard, o stato dominato dalla legge di potenza, è caratterizzato da uno spettro di raggi X di potenza assorbita con indice spettrale da 1,5 a 2,0 (spettro di raggi X hard). Solitamente, questo stato era associato a una luminosità inferiore, sebbene in base alle migliori osservazioni effettuate con satelliti come RXTE, non sempre è così. Lo stato high/soft è caratterizzato da un componente termico assorbito (corpo nero con una temperatura del disco di kT ≈ 1,0 keV) e power-law (indice spettrale ≈ 2,5). Almeno una sorgente ULX, Holmberg II X-1, è stata osservata in stati con spettri caratteristici sia dello stato high che low. Ciò suggerisce che alcune ULX potrebbero essere un accumulo di IMBH.

### Quasar di sfondo
Una frazione significativa di ULX osservate sono in realtà sorgenti di sfondo. Tali sorgenti possono essere identificate grazie ad una temperatura molto bassa (ad esempio l'eccesso soft nei quasar PG). 

### Resti di supernova
I resti di supernova brillante (SN) possono forse raggiungere luminosità fino a 1×1039 erg per secondo (1,0×1032 W). Se una ULX è un residuo SN, non è variabile su scale temporali brevi e si attenua su una scala temporale dell'ordine di alcuni anni.

## ULX note
- Holmberg II X-1: questa famosa ULX risiede in una galassia nana. Osservazioni multiple con XMM hanno rivelato la sorgente sia in uno stato low/hard che high/soft, suggerendo che questa potrebbe essere un sistema binario a raggi X in scala maggiore o un accumulo di IMBH.
- M74: probabilmente contiene un buco nero di massa intermedia, come osservato da Chandra nel 2005.
- M82 X-1: l'ULX più luminosa conosciuta (nell'ottobre 2004), ed è stata spesso contrassegnata come la miglior candidata per ospitare un buco nero di massa intermedia[5]. M82-X1 è associata a un ammasso stellare, presenta oscillazioni quasi periodiche (QPO), ha una modulazione di 62 giorni nella sua ampiezza di raggi X.
- M82 X-2: una ULX insolita che è stata identificata nel 2014 come una pulsar piuttosto che un buco nero[6].

- M101 -X1: una delle ULX più brillanti, con luminosità fino a 1×1041 erg per secondo (1,0×1034 W). Questa ULX coincide con una sorgente ottica che è stata interpretata come una stella supergigante, supportando così l'ipotesi che possa trattarsi di una binaria a raggi X[7].

- NGC 1313 X1 e X2: NGC 1313, una galassia a spirale nella costellazione del Reticolo, contiene due sorgenti di raggi X ultraluminose[8]. Queste avevano componenti del disco a bassa temperatura, che è stato interpretato come possibile prova della presenza di un buco nero di massa intermedia[9].
- Swift J0243+6124, scoperta nel 2017 dal satellite SWIFT della NASA, è una pulsar ULX distante 23 mila anni luce dalla terra, unico oggetto noto di tale tipo presente nella Via Lattea al momento della scoperta. Particolarità della pulsar è di possedere il campo magnetico più forte mai registrato nel cosmo, quantificato in circa 1,6 miliardi di tesla.[10]